# Leonardo Sigali
Leonardo Germán Sigali (Campana, 29. svibnja 1987.), argentinski je nogometaš koji igra na poziciji braniča. Trenutačno igra za zagrebačku Lokomotivu. 

## Klupska karijera
Sigali je svoju nogometnu karijeru započeo u Nueva Chicago, klubu u zapadnom dijelu Argentine. Prvi nastup za seniorsku momčad upisao je 2006. godine. Te godine, Leonardo je s klubom osvojio Primera B Nacional (Argentinska druga liga) i ušao u Argentinsku Primera División (Argentinska prva liga).
Godine 2007. Sigali je potpisao za španjolski Villarreal. Ali odmah je bio proslijeđen na posudbu u Lanús, gdje je zbog ozljede ključnih igrača morao igrati na poziciji braniča. To se ispostavilo jako dobrim potezom te je osvojio Apertura natjecanje, Lanúsov prvi naslov prvaka.
Godine 2008. otišao je na novu posudbu, u Godoy Cruz. Dogovor je postignut 2010. godine kada ga je Godoy Cruz otkupio od Villarreala. Tamo je u 174 nastupa upisao 7 pogodaka s čime si je osigurao transfer u zagrebački Dinamo.
Početkom 2018. godine napušta Dinamo te se vraća u svoju domovinu gdje je potpisao za Racing Club.

## Reprezentativna karijera
Sigali je skupio samo jedan nastup za argentinsku reprezentaciju do 20 godina koja je te godine osvojila Svjetsko prvenstvo. Za seniorsku reprezentaciju nema nastupa.

## Priznanja

### Klupska
Lanús
- Argentinsko prvenstvo (1):2007. Apertura

Dinamo Zagreb
- Prvak Hrvatske (2): 2014./15., 2015./16.
- Hrvatski nogometni kup (2): 2014./15., 2015./16.

Racing Club
- Primera División (1): 2018./19.
- Trofeo de Campeones de la Superliga Argentina (1): 2019.
- Trofeo de Campeones de la Liga Profesional (1): 2022.[3]
- Copa Sudamericana (1): 2024.

### Reprezentativna
Argentina do 20
- Svjetsko prvenstvo do 20 godina (1): 2007.

## Vanjske poveznice
- Leonardo Sigali na transfermarkt.com
- Leonardo Sigali na soccerway.com